# Provincia Chagang
Chagang este o provincie a R.P.D. Coreene. Formează graniță cu Republica Populară Chineză.

## Geografie
98% din teritoriul provinciei este zonă montană.
Provincia are o climă distinctă, aflată sub influența continentului asiatic. Are ierni foarte lungi și friguroase. 
Clima este caracterizată de mari diferențe în temperaturile zilnice și anuale. Vara, precipitații de ploaie și grindină sunt frecvente. Prin urmare, tunetul și fulgerul apar des. 
Provincia este bogată în minerale, și este sursa principală a R.P.D. Coreeane de plumb, zinc, aur, cupru, molibden, wolfram, stibiu, grafit, apatit, alunit, calcar, carbonat de calciu, antracit și minereuri de fier. Există acolo, de asemenea, cristale și pietre prețioase.

## Județe
- Changgang (장강군; 長江郡)
- Chasong (자성군; 慈城郡)
- Chonchon (전천군; 前川郡)
- Chosan (초산군; 楚山郡)
- Chunggang (중강군; 中江郡)
- Hwapyong (화평군; 和坪郡)
- Kopung (고풍군; 古豐郡)
- Rangnim (랑림군; 狼林郡)
- Ryongnim (룡림군; 龍林郡)
- Sijung (시중군; 時中郡)
- Songgan (성간군; 城干郡)
- Songwon (송원군; 松原郡)
- Tongsin (동신군; 東新郡)
- Usi (우시군; 雩時郡)
- Wiwon (위원군; 渭原郡)

## Legături externe
- Materiale media legate de Provincia Chagang la Wikimedia Commons
- The People's Korea: Chagang